# Diplazium seemannii
Diplazium seemannii là một loài thực vật có mạch trong họ Woodsiaceae. Loài này được T. Moore miêu tả khoa học đầu tiên năm 1862.